# Comuna Cîietu, Cantemir
Comuna Cîietu este o comună din raionul Cantemir, Republica Moldova. Este formată din satele Cîietu (sat-reședință) și Dimitrova.

## Demografie
Conform datelor recensământului din 2014, comuna are o populație de 1.211 locuitori. La recensământul din 2004 erau 1.302 locuitori.

## Administrație și politică
Componența Consiliului local Cîietu (9 consilieri), ales la 5 noiembrie 2023, este următoarea:
|  | Partid                                        | Consilieri | Componență | Componență | Componență | Componență | Componență |
|  | --------------------------------------------- | ---------- | ---------- | ---------- | ---------- | ---------- | ---------- |
|  | Coaliția pentru Unitate și Bunăstare          | 5          |            |            |            |            |            |
|  | Partidul Acțiune și Solidaritate              | 2          |            |            |            |            |            |
|  | Partidul Dezvoltării și Consolidării Moldovei | 2          |            |            |            |            |            |